# Aminokyselinové skóre
Aminokyselinové skóre (zkratka AAS, amino acid score), dříve známé též jako chemické skóre, slouží k zhodnocení kvality proteinu.
Tento přístup pracuje s konceptem tzv. ideálního proteinu neboli věkově specifického referenčního vzorce, který obsahuje optimální a vyrovnaný poměr jednotlivých esenciálních aminokyselin.
Složením referenčního proteinu se zabývaly společně Světová zdravotnická organizace (World Health Organization, WHO, též SZO), Organizace pro výživu a zemědělství (Food and Agriculture Organization, FAO) a Univerzita OSN (United Nations University, UNU). Tyto organizace již v roce 1985 stanovily referenční bílkovinu, která vypadala následovně:
Referenční bílkovina dle WHO/FAO/UNU z roku 1985 pro osoby starší 18 let: 
| Aminokyselina         | g / 100 g čisté bílkoviny |
| --------------------- | ------------------------- |
| histidin              | 1,5                       |
| isoleucin             | 1,5                       |
| leucin                | 2,1                       |
| lysin                 | 1,8                       |
| methionin + cystein   | 2,0                       |
| fenylalanin + tyrosin | 2,1                       |
| threonin              | 1,1                       |
| tryptofan             | 0,5                       |
| valin                 | 1,5                       |

V roce 2007 došlo k aktualizaci tohoto referenčního proteinu v souvislosti s modernizací technologií:
Referenční bílkovina dle WHO/FAO/UNU z roku 2007 pro osoby starší 18 let: 
| Aminokyselina         | g / 100 g čisté bílkoviny |
| --------------------- | ------------------------- |
| histidin              | 1,5                       |
| isoleucin             | 3,0                       |
| leucin                | 5,9                       |
| lysin                 | 4,5                       |
| methionin + cystein   | 2,2                       |
| fenylalanin + tyrosin | 3,8                       |
| threonin              | 2,3                       |
| tryptofan             | 0,6                       |
| valin                 | 3,9                       |

(Různí autoři používají pro svoje potřeby odlišné referenční bílkoviny. Např. ideální protein dle Gebauerové a Daňka, vaječný albumin či soubor proteinů odstředěného mléka, často závisí na typu výzkumu či jiných podmínkách a dle toho se řídí výběr referenční bílkoviny.)
V roce 2007 FAO potvrdila dosavadní referenční vzorce, avšak sjednotila ideální bílkovinu pro osoby starší 3 let. Nově jsou tedy akceptovány tři referenční vzorce ideální bílkoviny, a to pro a) kojence do 6 měsíců věku, b) děti od 6 měsíců do 3 let věku a c) osoby starší 3 let (vč. dospělých osob).
Referenční bílkovina pro osoby starší 3 let, potvrzená FAO v r. 2011: 
| Aminokyselina         | mg / g bílkoviny | g / 100 g bílkoviny |
| --------------------- | ---------------- | ------------------- |
| histidin              | 16               | 1,6                 |
| isoleucin             | 30               | 3,0                 |
| leucin                | 61               | 6,1                 |
| lysin                 | 48               | 4,8                 |
| methionin + cystein   | 23               | 2,3                 |
| fenylalanin + tyrosin | 41               | 4,1                 |
| threonin              | 25               | 2,5                 |
| tryptofan             | 6,6              | 0,66                |
| valin                 | 40               | 4,0                 |

## Metodologie
Samotné aminokyselinové skóre pro danou bílkovinu stanovíme srovnáním poměru esenciálních aminokyselin v referenčním proteinu a esenciálních aminokyselin v testované bílkovině.
Srovnání vyjadřuje následující vzorec:
{\displaystyle X/Y*100=Z}
X ... množství konkrétní aminokyseliny v testované bílkovině v g / 100 g čisté bílkoviny
Y ... množství stejné aminokyseliny v referenční bílkovině v g / 100 g čisté bílkoviny
Z ... aminokyselinové skóre
Příklad:
Množství aminokyseliny histidin v testované bílkovině je 3,0 g / 100 g čisté bílkoviny. Víme, že v referenční bílkovině je obsah aminokyseliny histidine 1,5 g / 100 g čisté bílkoviny. Výpočet tedy bude vypadat následovně: 3,0 / 1,5 · 100 = 200. Aminokyselinové skóre histidinu v této bílkovině je tedy 200.
Tímto způsobem vypočteme aminokyselinové skóre všech výše zmíněných aminokyselin, tedy histidinu, isoleucinu, leucinu, lysinu, methioninu + cysteinu, fenylalaninu + tyrosinu, threoninu, tryptofanu a valinu.
Poté najdeme esenciální aminokyselinu, která dosáhla nejnižšího aminokyselinového skóre. Dle Rubnerova zákona o limitní aminokyselině je právě tato aminokyselina limitní a její aminokyselinové skóre je zároveň i aminokyselinovým skórem testované bílkoviny.

## Použití
Aminokyselinové skóre se používá v rámci dvou převažujících metod hodnocení kvality bílkovin. První z nich je skóre aminokyselin korigované na stravitelnost bílkovin (zkratka PDCAAS, anglicky Protein Digestibility Corrected Amino Acid Score), ve které výsledná hodnota odráží aminokyselinové skóre ponížené o index stravitelnosti bílkoviny získaný měřením na konci trávicího traktu. Druhou metodou je novější skóre stravitelných esenciálních aminokyselin (zkratka DIAAS, anglicky Digestible Indispensible Amino Acid Score), kde aminokyselinové skóre je též upraveno o údaj o stravitelnost, avšak získaný nikoliv měřením na úrovni bílkoviny na konci trávicího traktu, nýbrž na úrovni jednotlivých aminokyselin na konci tenkého střeva. Z důvodu komplexnosti a stále chybějících podkladových dat ve vztahu k posléze uvedené metodě zůstává i dnes standardem hodnocení kvality bílkovin metoda PDCAAS, jejíž principy lze poměrně snadno vyjádřit graficky.